# Ulysse Parent
Pierre Ulysse Parent, né à Paris le 18 avril 1828 et mort à Veulettes-sur-Mer (Seine-Maritime) le 18 août 1880, est un peintre et illustrateur français. Il est une personnalité de la Commune de Paris.

## Biographie
Fils d'horloger, Ulysse Parent est l'élève de Michel Martin Drolling et Victor Florence Pollet. Peintre, illustrateur et dessinateur en objets d'art, il expose au Salon de 1870 à 1879.
Il milite au sein de l'opposition républicaine au Second Empire. Pendant le siège de Paris par les Allemands (septembre 1870-mars 1871), il est nommé maire adjoint du 9e arrondissement. Le 26 mars, il est élu au conseil de la Commune par le 9e arrondissement, mais il en démissionne le 5 avril. Il continue à militer dans la franc-maçonnerie en faveur de la Commune. Arrêté pendant la Semaine sanglante le 27 mai, il est accusé d'avoir incendié le quartier de la Bourse, mais est acquitté en septembre 1871. À sa mort, il était conseiller municipal de la Ville de Paris.
Il meurt le 18 août 1880 chez son ami Jacques-Albert-Eugène Bayeux-Dumesnil qui était administrateur délégué à la mairie du 9e arrondissement pendant la Commune, il se baignait et il fut foudroyé par une congestion pulmonaire quelques minutes après être entré dans l'eau,.
Il est inhumé à Paris au cimetière de Montmartre,,, avec son épouse Julie-Anastasie Coyard et Jacques-Albert-Eugène Bayeux-Dumesnil, qui meurt le 28 juillet 1903.
Il avait une fille et deux fils, Paul qui mourra le 23 janvier 1905 et Pierre. La tombe est au nom des familles Ulysse Parent et Bayeux-Dumesnil.
Ulysse Parent fut un actif soutien du sculpteur et ancien communard Jules Dalou lors du concours pour le Monument à la République en 1879, remporté par les frères Morice. Parent réussit cependant à convaincre le jury de réaliser également le projet de Dalou, Le Triomphe de la République, sur la place de la Nation à Paris. Au retour de son exil en Angleterre, Dalou réalisa le Buste d'Ulysse Parent en 1880. Pierre Parent le légua en 1935 au musée d'art et d'histoire de Saint-Denis.

### Notices biographiques
- Dictionnaire Bénézit
- Bernard Noël, Dictionnaire de la Commune, Coaraze, L'Amourier éditions, coll. « Bio », avril 2021 (1re éd. 1971), 799 p. (ISBN 978-2-36418-060-4, ISSN 2259-6976, présentation en ligne), p. 596
- « Notice Parent Ulysse [Parent Pierre, Ulysse] », sur maitron.fr, Le Maitron, dictionnaire bibliographique du mouvement ouvrier et du mouvement social, Association Les Amis du Maitron (consulté le 17 août 2021)